# Phats & Small
Phats & Small ist ein britisches House-Musikproduzententeam. Das Team besteht aus Jason Hayward, der Phats genannt wird und seit 1991 als Produzent tätig ist (was er vor allem dem aus der Szene bekannten DJ Carl Cox zu verdanken hat), und aus Russel Small. Sie arbeiten für das Label Multiply.

## Geschichte
Phats & Small sind ein DJ-Duo aus Brighton, England, das mit dem Hit Turn Around im Jahr 1999 berühmt wurde. Der Cover-Hit, beruhend auf The Glow of Love von Luther Vandross (1980) und Reach Up von Toney Lee (1993), wurde vom Sänger Big Ben Ofoedu gesungen (bekannt als VJ bei MTV Europe), der dann mit den beiden Club-DJs in Großbritannien auf Platz 2 der Charts kam und mit der Single auch bald im restlichen Europa erfolgreich wurde. Auch zu erwähnen ist der Erfolg der zweiten Single, Tonite, die in Großbritannien auf Platz elf und in Deutschland auf Platz 36 in den Singlecharts kam.
Die nächste Single, Feel Good, war ebenfalls sehr erfolgreich. Im November 1999 kam das erste Album Now Phats What I Small Music in die Läden. Daraufhin, im Jahre 2000, tourte das Duo durch 40 Länder, wobei es äußerst erfolgreich auf der Insel Ibiza, die auch zu diesem Zeitpunkt Zentrum der Partyszene in Europa war, startete. Von nun an war Phats & Small aus der europäischen Clubszene, auch außerhalb der Houseszene, nicht mehr wegzudenken.
Für Aufsehen sorgte besonders der Track Respect the Cock, in dem ein Filmzitat von Tom Cruise aus dem Film Magnolia enthalten war. Der Track musste aus Gründen eines Rechtsstreits entschärft werden.
Das zweite Album, This Time Around, erschien im März 2002 mit einem neuen Sänger und Frontmann namens Tony Thompson. Er war bereits bekannt als zweifacher Martial-Arts-Europameister und Schauspieler der Soap Hollyoaks aus Großbritannien. Die Single, die ebenfalls This Time Around heißt, kam in Großbritannien auf Platz 15 der Singlecharts.
Im April 2004 folgte das Album Soundtrack to Our Lives. Den Gesang übernahm nun der Sänger Ryan Molloy, der in Großbritannien ein bekannter Songwriter ist (S Club). Die Single Sun Comes Out wurde von der ebenfalls seit neuestem zum Team gehörenden Caz gesungen, die vom alten Sänger und Frontmann Big Ben gesanglich unterstützt wurde. Das Lied erreichte in Deutschland Platz 57 der Singlecharts.
Phats & Small besitzen inzwischen ein eigenes Plattenlabel namens Mutant Disc. Für die amerikanische Teeniekomödie Who’s Your Daddy? produzierten sie den Titelsong, einen Club Mix eines Liedes von Wayne Newton, einem berühmten Entertainer aus Las Vegas.

## Diskografie

### Studioalben
| Jahr | Titel                        | Höchstplatzierung, Gesamtwochen, AuszeichnungChartplatzierungen (Jahr, Titel, Platzierungen, Wochen, Auszeichnungen, Anmerkungen) | Höchstplatzierung, Gesamtwochen, AuszeichnungChartplatzierungen (Jahr, Titel, Platzierungen, Wochen, Auszeichnungen, Anmerkungen) | Höchstplatzierung, Gesamtwochen, AuszeichnungChartplatzierungen (Jahr, Titel, Platzierungen, Wochen, Auszeichnungen, Anmerkungen) | Höchstplatzierung, Gesamtwochen, AuszeichnungChartplatzierungen (Jahr, Titel, Platzierungen, Wochen, Auszeichnungen, Anmerkungen) | Anmerkungen                       |
| Jahr | Titel                        | DE | AT | CH | UK | Anmerkungen                       |
| ---- | ---------------------------- | --- | --- | --- | --- | --------------------------------- |
| 2000 | Now Phats What I Small Music | DE19 (6 Wo.)DE | — | CH52 (6 Wo.)CH | — | Erstveröffentlichung: Januar 2000 |
| 2001 | This Time Around             | — | — | — | — | Erstveröffentlichung: Juni 2001   |
| 2004 | Soundtrack to Our Lives      | — | — | — | — | Erstveröffentlichung: 2004        |

### DJ-Mixe
- 1999: Funky House the Essential Horny House Selection (2 CDs)
- 2003: Tiefenrausch Vol. 2 (Phats & Small meets Groovemaster K.)

### Singles
| Jahr | Titel Album                              | Höchstplatzierung, Gesamtwochen, AuszeichnungChartplatzierungen (Jahr, Titel, Album, Platzierungen, Wochen, Auszeichnungen, Anmerkungen) | Höchstplatzierung, Gesamtwochen, AuszeichnungChartplatzierungen (Jahr, Titel, Album, Platzierungen, Wochen, Auszeichnungen, Anmerkungen) | Höchstplatzierung, Gesamtwochen, AuszeichnungChartplatzierungen (Jahr, Titel, Album, Platzierungen, Wochen, Auszeichnungen, Anmerkungen) | Höchstplatzierung, Gesamtwochen, AuszeichnungChartplatzierungen (Jahr, Titel, Album, Platzierungen, Wochen, Auszeichnungen, Anmerkungen) | Anmerkungen                                                |
| Jahr | Titel Album                              | DE | AT | CH | UK | Anmerkungen                                                |
| ---- | ---------------------------------------- | --- | --- | --- | --- | ---------------------------------------------------------- |
| 1999 | Turn Around Now Phats What I Small Music | DE18 (18 Wo.)DE | AT26 (9 Wo.)AT | CH8 (15 Wo.)CH | UK2 Platin · (16 Wo.)UK | Erstveröffentlichung: März 1999                            |
| 1999 | Feel Good Now Phats What I Small Music   | DE64 (8 Wo.)DE | — | CH20 (9 Wo.)CH | UK7 (10 Wo.)UK | Erstveröffentlichung: August 1999                          |
| 1999 | September ’99 The Ultimate Collection    | DE40 (9 Wo.)DE | — | CH33 (7 Wo.)CH | — | Erstveröffentlichung: August 1999 vs. Earth, Wind and Fire |
| 1999 | Tonite Now Phats What I Small Music      | DE36 (9 Wo.)DE | — | CH14 (15 Wo.)CH | UK11 (7 Wo.)UK | Erstveröffentlichung: November 1999                        |
| 2000 | Harvest for the World –                  | DE90 (4 Wo.)DE | — | CH59 (5 Wo.)CH | — | Erstveröffentlichung: August 2000                          |
| 2001 | This Time Around                         | DE92 (4 Wo.)DE | — | CH61 (8 Wo.)CH | UK15 (6 Wo.)UK | Erstveröffentlichung: Juni 2001                            |
| 2001 | Change This Time Around                  | — | — | CH96 (2 Wo.)CH | UK45 (2 Wo.)UK | Erstveröffentlichung: November 2001                        |
| 2004 | Sun Comes Out Soundtrack to Our Lives    | DE57 (8 Wo.)DE | — | — | — | Erstveröffentlichung: März 2004                            |

Weitere Singles
- 1999: Brighton Beach
- 1999: Music for Pushchairs
- 1999: Theme from „Sauce“
- 2001: Respect the Cock
- 2005: Sweet Dreams
- 2005: It’s a Beautiful Day
- 2005: Night Like Dis
- 2012: Turn Around (vs. Cube Guys)

## Auszeichnungen für Musikverkäufe
| Silberne Schallplatte - Frankreich - 1999: für die Single Turn Around Goldene Schallplatte - Belgien - 1999: für die Single Turn Around |

Anmerkung: Auszeichnungen in Ländern aus den Charttabellen bzw. Chartboxen sind in ebendiesen zu finden.
| Land/RegionAuszeichnungen für Musikverkäufe (Land/Region, Auszeichnungen, Verkäufe, Quellen) | Silber  | Gold  | Platin  | Verkäufe | Quellen     |
| -------------------------------------------------------------------------------------------- | ------- | ----- | ------- | -------- | ----------- |
| Belgien (BRMA)                                                                               | —       | Gold1 | —       | 25.000   | ultratop.be |
| Frankreich (SNEP)                                                                            | Silber1 | —     | —       | 125.000  | infodisc.fr |
| Vereinigtes Königreich (BPI)                                                                 | —       | —     | Platin1 | 600.000  | bpi.co.uk   |
| Insgesamt                                                                                    | Silber1 | Gold1 | Platin1 |          |             |

## Auszeichnungen
- 2000: RSH-Gold[2]